# Дом Гинзбурга (Киев)
Дом Гинзбурга (укр. Будинок Гінзбурга), также известный как «Киевский Париж» — доходный дом в Киеве на улице Архитектора Городецкого, 9.

## История здания
Дом был построен в 1900—1901 годах. Два нижних этажа занимал известный в Киеве мебельный магазин «Я. и И. Кон». В 1905—1912 годах в доме жил попечитель Киевского учебного округа П. А. Зилов. После 1917 года здесь находилось Общество бывших политкаторжан и клуб «Художественный погреб».
Во время взрывов 24-27 сентября 1941 года (подрывная операция Красной Армии) дом был частично уничтожен. Восстановление здания закончилось в 1950 году, но дом уменьшился в объёме. Реставрационные работы на фасаде выполнены в 1986—1987 годах. Теперь дом семиэтажный (шесть основных и подвальный этаж), кирпичный, с оштукатуренным уличным фасадом, с центрально расположенной парадной лестницей и двумя лестницами чёрных ходов в крыльях, завершенных декоративными башенками. Текущий фасад здания характерен для периода позднего эклектизма, отмечается репрезентативностью и некоторой перегрузкой за счёт усиленной пластики, в основе которой — стилизация ренессансно-барочных форм. Установленные в 1990-х годах кованые створки ворот, выполненные в духе ретро, не только не соответствуют общему монументальному стилю сооружения, но и содержат ложную дату — «1904».

## Архитектура
Фасад здания украшают различные скульптуры на античную тематику. Первоначально здание имело 21 балкон. В первые годы XX века это был самый высокий дом Киева — высотой 15 саженей (32,5 м), на его крыше было 5 деревянных башен, покрытых цинком, высотой по 3 сажени (6,4 м).
Войдя в дом, жители и гости поднимались по парадной мраморной лестнице с кованым витым ограждением и перилами из дуба. Её изящество подчёркивали стены, покрытые художественной росписью и лепниной. Рядом, в отдельном помещении, располагался лифт, который тогда именовался «подъёмной гидравлической машиной». Установка данного устройства обошлась Гинзбургу в 11500 рублей.
В подвале находились склады, отопительная техника и мотор лифта. Первый и второй этажи занимали магазины, а на третьем-шестом располагались одиннадцати-, девяти-, трёх- и двухкомнатные квартиры с просторными кухнями и ванными комнатами. Полы во всех внутренних помещениях (апартаментах и магазинах) были выложены паркетом, а потолки украшены лепниной и расписаны краской, серебром и позолотой. Дополняли великолепие интерьера дорогие обои на стенах. Всего в доме было до 90 квартир и более 500 комнат.
Кроме собственно коммерческого назначения, здание служило наглядной рекламой строительной конторы Льва Гинзбурга. Двухэтажные магазинные витрины были надежно перекрыты балками без промежуточных опор. На уровне третьего этажа находился ажурный мостик к верхней террасе усадьбы на ул. Институтской (через 10 лет на ней был возведён «небоскрёб Гинзбурга»). Для защиты от возможных грунтовых оползней позади дома возведена капитальная опорная стена.
- Элемент архитектуры
- Современный вид здания
- Центральный фрагмент главного фасада
- Элемент архитектуры